# Cosmographiae Introductio

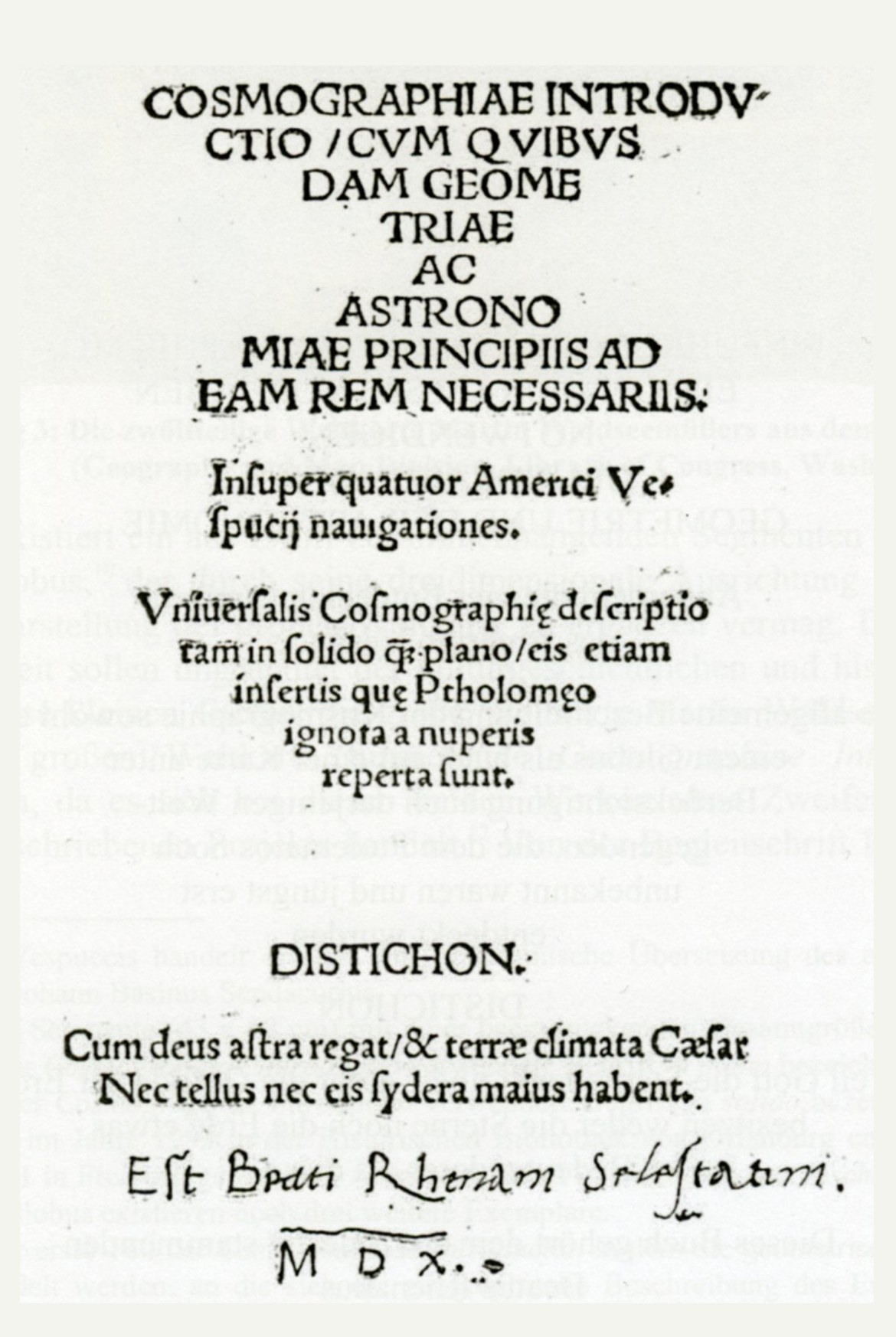
Titelblatt – Exemplar von Schlettstadt mit handschriftlichem Exlibris des Beatus Rhenanus

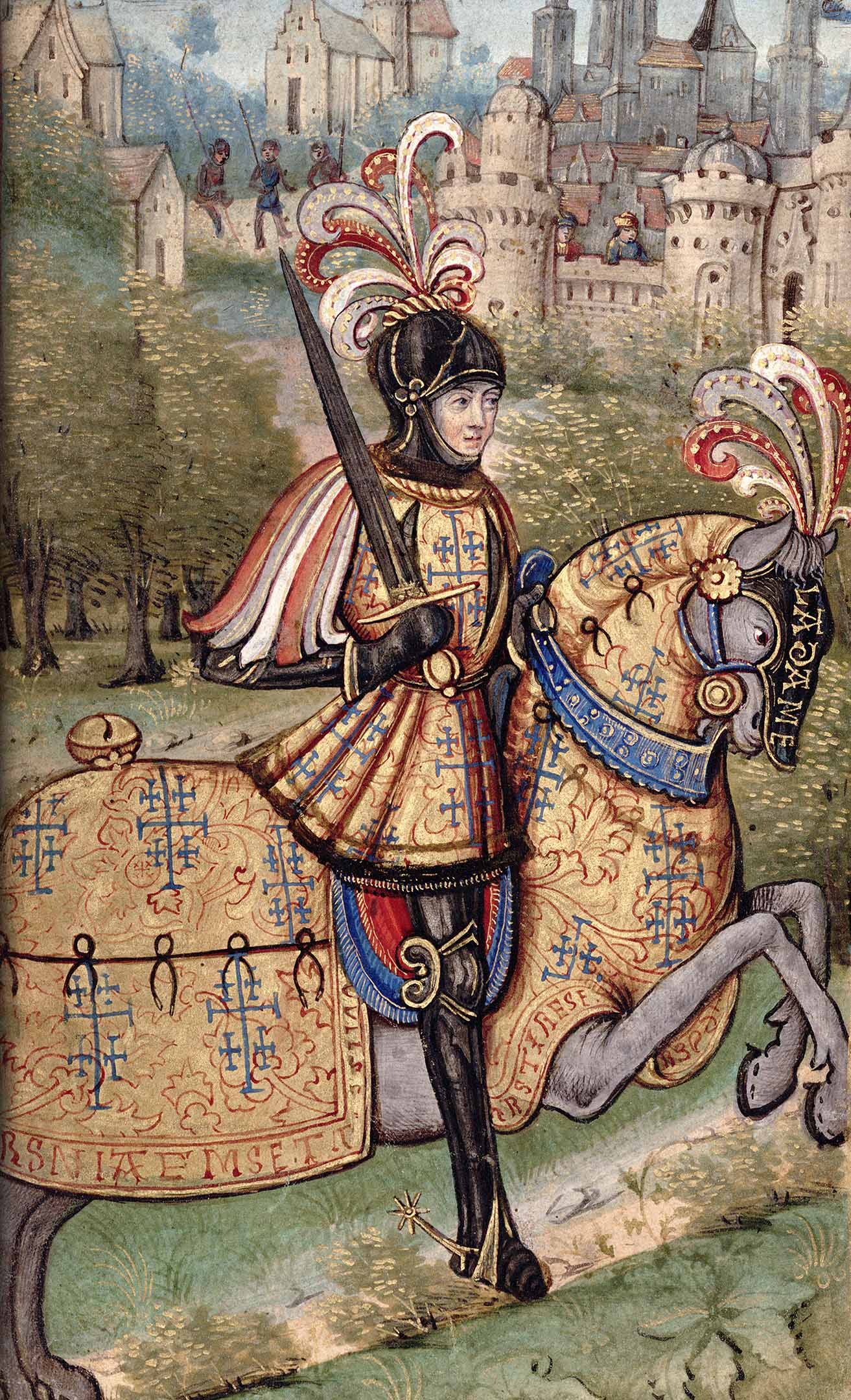
René II. von Lothringen, maßgeblicher Zuträger geografischer Informationen für das Projekt

Die Cosmographiae Introductio („Einführung in die Kosmographie“) von Matthias Ringmann (1482–1511) ist ein grundlegendes geografisches Werk der frühen Neuzeit, erschien 1507, war als Begleitband zu den von Martin Waldseemüller veröffentlichten Globus und Weltkarte gedacht und wurde berühmt, weil sich mit ihm die Bezeichnung „Amerika“ für den neu entdeckten Kontinent zu etablieren begann. Von der Erstausgabe sind heute nur noch zwei Exemplare bekannt.

## Bibliografische Angaben
Zuerst wurden die Waldseemüller-Karte und die Bogen für den Globus hergestellt. Noch im gleichen Jahr verfasste Waldseemüllers Auftraggeber, Matthias Ringmann, die Cosmographiae introductio.
Das Buch erschien 1507 in Sankt Didel (heute: Saint-Dié-des-Vosges). Der vollständige Titel des Buches lautet: Cosmographiae introductio cum quibusdam geometriae ac astronomiae principiis ad eam rem necessariis. Insuper quatuor Americi Vespucii navigationes. Universalis Cosmographiae descriptio tam in solido quam plano, eis etiam insertis, quae Ptholomaeo ignota a nuperis reperta sunt.
Übersetzung:
Einführung in die Kosmographie mit einigen notwendigen Grundlagen der Geometrie und Astronomie. Außerdem die vier Entdeckungsreisen des Amerigo Vespucci. Die allgemeine Beschreibung der Kosmografie sowohl auf einem Globus als auch auf einer Karte unter der Berücksichtigung auch derjenigen Weltgegenden, die dem Ptolemaios noch unbekannt waren und jüngst erst entdeckt wurden.

## Geschichte
Matthias Ringmann und Martin Waldseemüller waren beide Mitglieder eines sich als Gymnasium Vosagense bezeichnenden Gelehrtenkreises in Saint-Dié, der mit den Humanistenzirkeln im Oberrheingebiet, etwa in Basel, Straßburg und Schlettstadt, eng verzahnt war. Ringmann und Waldseemüller arbeiteten an einer Neuherausgabe von Claudius Ptolemäus Geographike Hyphegesis. Als sie zunehmend Nachrichten über die weltweiten Neuentdeckungen erreichten – dazu zählte auch der veröffentlichte Mundus-Novus-Brief des Amerigo Vespucci an Lorenzo de Medici –, änderten sie das Projekt: Sie wollten den Ptolemäus erweitert um diese Neuentdeckungen herausgeben. Diese Idee war die Geburtsstunde der Cosmographiae Introductio.
Die beiden Autoren wurden in ihrer Arbeit durch Herzog René II. von Lothringen unterstützt. Über sein hochadeliges Netzwerk gelang es ihm, neuestes Kartenmaterial für das Projekt von Höfen aus Spanien, Portugal und Italien zu besorgen, das dort eigentlich als Staatsgeheimnis unter Verschluss lag und die Staaten gar nicht hätte verlassen dürfen. Am 25. April 1507 erschien das Werk.

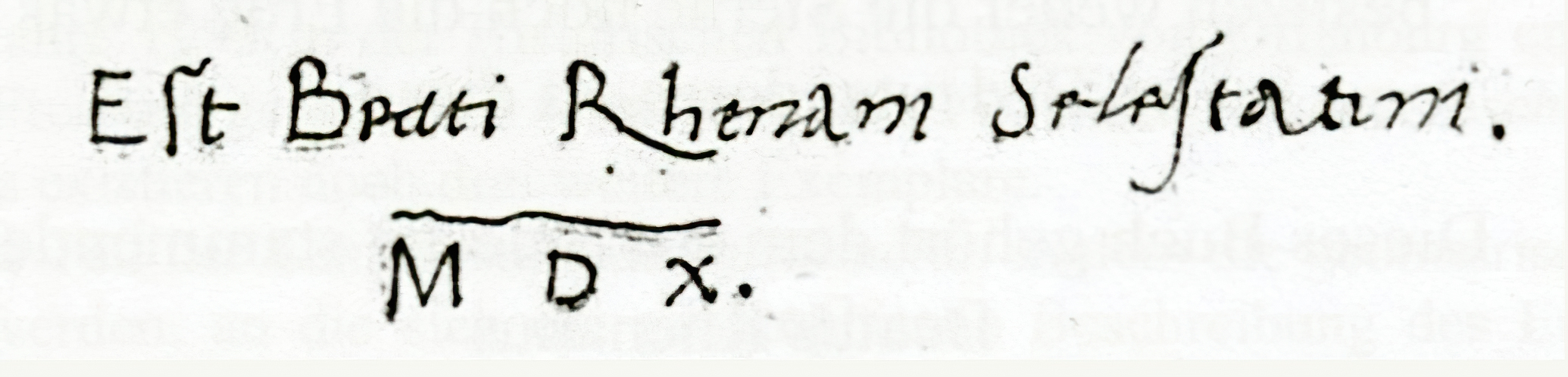
Exlibris des Beatus Rhenanus in seinem Exemplar der Cosmographiae Introductio: Est Beati Rhenani Selestatum. MDX.

Das Buch war sehr erfolgreich und wurde mehrfach nachgedruckt. Die zweite Auflage erschien bereits am 29. August 1507. Von der Erstauflage sind noch zwei Exemplare bekannt:
- Das Exemplar des Beatus Rhenanus mit einer Widmung von Martin Waldseemüller. Beatus Rhenanus hat das Buch 1510 von einem Freund aus St.-Dié geschenkt bekommen und es zusammen mit seiner Bibliothek seiner Heimatstadt Schlettstadt vermacht. Dort ist es in der Humanistenbibliothek erhalten und ausgestellt.[4]
- Das Exemplar der Lenox Library (heute: New York Public Library) in New York. Es hat eine verwickelte Geschichte. Unter anderem wurde es einmal für 1 Franc auf dem Bücherflohmarkt auf den Quais de Paris verkauft.[5]

Die Karte zum Buch: Die Waldseemüller-Karte

## Aufbau
Das Buch besteht aus drei Teilen:
- einer Einführung in die Kosmographie und die mathematischen, geografischen und astronomischen Grundlagen, um die Karten zu erstellen, in neun Kapiteln.
- eine lateinische Übersetzung der Beschreibung der vier Reisen des Amerigo Vespucci, die dieser zwischen Mai 1497 und Juni 1504 nach Amerika unternommen hatte. Die Übersetzung des Textes ins Lateinische stammt von dem ebenfalls zum Gymnasium Vosagense gehörenden Johann Basinus Sendacurius.[7]
- einer allgemeine Beschreibung der Welt.

## Die „Erfindung“ Amerikas

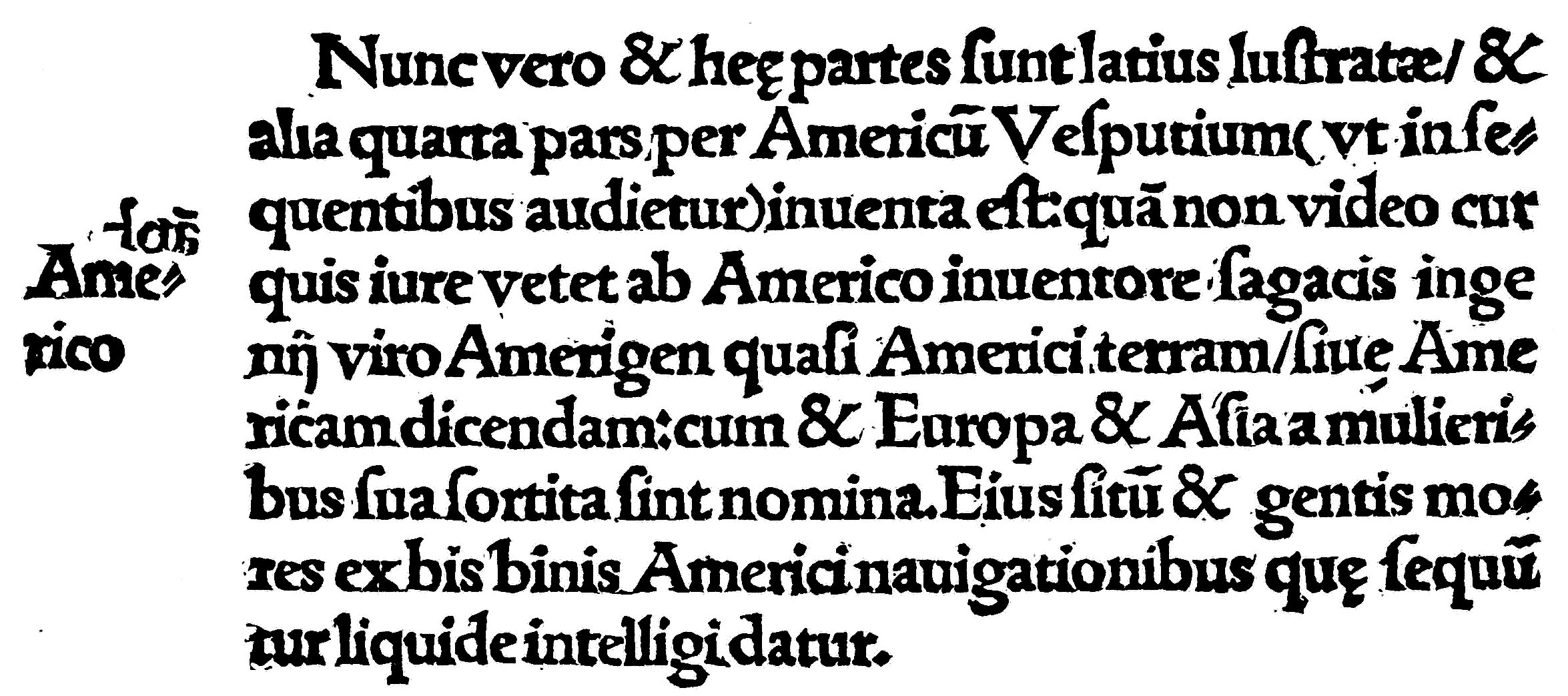
Passage aus der Cosmographiae Introductio mit der Begründung, den neuen Kontinent „Amerika“ zu nennen.

Das Buch enthält die Begründung dafür, warum auf Wandkarte und Globus der Name „Amerika“ für den neuen Kontinent verwendet wird. Ringmann schrieb Amerigo Vespucci aufgrund von dessen Berichten über seine Amerika-Reisen die Entdeckung der „Neuen Welt“ zu, während ja Christoph Kolumbus davon ausging, in Indien angelandet zu sein. Ringmann begründete die Namensgebung folgendermaßen:

„Asien wurde nach einer Königin selbigen Namens benannt. Nun aber sind diese eben besprochenen Teile [Europa, Asien und Afrika] weithin erkundet und auch der andere, vierte Teil ist vor kurzem von Amerigo Vespucci entdeckt worden […] Ich sehe nicht, warum jemand mit Recht verbieten sollte, diesen vierten Kontinent nach seinem Entdecker Americus, einem überaus klugen Mann, Amerige, also Land des Americus oder einfach America zu nennen, weil auch Europa und Asien nach Frauen benannt wurden.“

Da Martin Waldseemüller nach dem Tod von Ringmann 1511 die Bezeichnung „Amerika“ in seinen Werken nicht mehr verwendet, ist davon auszugehen, dass Matthias Ringmann und seine Cosmographiae Introductio Schöpfer und Promotor dieser Bezeichnung für den neu entdeckten Kontinent war, Waldseemüller die Bezeichnung nur vorübergehend, während der Zusammenarbeit mit Ringmann verwendete.